# روجيريو (لاعب كرة قدم مواليد 1976)
روجيريو (بالبرتغالية: Rogério Fidélis Régis‏) هو لاعب كرة قدم برازيلي في مركز الدفاع، ولد في 28 فبراير 1976 في كامبيناس في البرازيل. شارك مع منتخب البرازيل لكرة القدم. أما مع النوادي، فقد لعب مع سانتو أندريه وسبورتينغ لشبونة ونادي بالميراس ونادي ساو كايتانو ونادي فلومينينسي ونادي كورينثيانز.

## وصلات خارجية
- روجيريو (لاعب كرة قدم مواليد 1976) على موقع قاعدة بيانات كرة القدم.إي يو (الإنجليزية)
- روجيريو (لاعب كرة قدم مواليد 1976) على موقع ناشيونال فوتبول تيمز (الإنجليزية)
- روجيريو (لاعب كرة قدم مواليد 1976) على موقع عالم كرة القدم.نت (الإنجليزية)